# Gereb May Zib'i
Gereb May Zib'i is een Ethiopisch stuwmeer nabij Wukro, een stad in Tigray. De aarden dam werd gebouwd door het plaatselijke ministerie van Landbouw, met de bedoeling om water te verzamelen voor vee en menselijk gebruik.

## Omgeving
Het stroomgebied van het reservoir is 0,79 km² groot, met een omtrek van 3,93 km. De gesteenten in het bekken zijn Schiefer van Agula en Kalksteen van Antalo. Een deel van het water gaat verloren door insijpeling; een positief neveneffect hiervan is dat dit bijdraagt tot het grondwaterpeil.